# Villa Emma
Villa Emma is een herenhuis net buiten het centrum van de Nederlandse stad Alkmaar. Het maakt onderdeel uit van het complex "Nieuwlandersingel" waar ook de huizen: Schoonzicht, Parkzicht, Villa Wilhelmina, Herenhuis Marianne en Herenhuis Hofdijk deel van uitmaken. Het complex is tussen 1904 en 1909, Villa Emma zelf in 1905, in de stijl van de jugendstil gebouwd. Op 25 januari 2002 werd Villa Emma aangewezen als rijksmonument, op 10 mei dat jaar werd het gebouw ingeschreven in het Monumentenregister onder nummer 524878. De status werd toegekend omdat de villa het oeuvre van E. Kalverboer representeert. Lokaal is het pand van belang omdat het beeldbepalend is voor de Singelgracht.

## Geschiedenis
Begin 20e eeuw, tussen 1904-1909, liet architect E. Kalverboer tegenover het Kennemerpark aan de Singelgracht in Alkmaar het complex "Nieuwlandersingel" bouwen. Het complex is in de stijl van de jugendstil gebouwd en bestaat uit meerdere panden, waaronder Villa Emma.

## Exterieur
De plattegrond van het pand is rechthoekig van vorm, het pand zelf bestaat uit een souterrain met daarboven twee verdiepingen plus een zolder. Het souterrain is gepleisterd, de voorgevel er boven is opgetrokken uit rode en gele verblendstenen in decoratieve patronen, de achtergevel is wit gesausd. Het dak is een afgeknot schilddak, het is een dak dat normaal begint en halverwege plat wordt.
In de bovenlichten boven de schuifvensters is glas in lood aangebracht, dit is in de art-nouveaustijl. De vensters zijn verticaal verdeeld. De voorgevel is drie vensterassen breed. De middelste vensteras is breder dan de twee naastgelegen vensterassen en wordt benadrukt door een gemetselde rondboog van gele stenen. De rondboog loopt vanaf de bel-etage tot en met de zolderverdieping. Op de verdieping is een houten balkon aangebracht, de toegang wordt verschaft door een dubbele deur. De ramen in de deur zijn rondboogvormig. Het bovenlicht is onder een natuurstenen latei geplaatst. De gevel boven de middelste ramen is verhoogd met een rechte geveltop. Oorspronkelijk was de gevel niet recht gesloten, maar stond er een puntgevel op.
Op de zolderverdieping is een rondboogvormig venster aangebracht, dit is verticaal in drie delen gedeeld. Het middelste venster heeft een bovenlicht. In het dak boven de ingangspartij is een kleine dakkapel onder zadeldak geplaatst.
Aan de achterzijde is de bel-etage uitgebreid. De verdieping heeft over de volle breedte een balkon.

## Interieur
Uit de tijd van de bouw stamt de kamerindeling, ook de stucplafonds, paneeldeuren, schouwen en glas in loodramen zijn nog origineel.